# Grimsås
Grimsås är en tätort i Tranemo kommun med cirka 700 invånare. Det är ungefär 17 km vägledes till centralorten Tranemo och 8 km till grannorten Hestra i Jönköpings län. 

## Ortnamnet
Namnet finns i en kyrklig jordebok från Skara stift år 1540, "een tompt Grimsås", och avser personnamnet Grim, alltså 'Grims ås' som syftar på bebyggelsen cirka en kilometer sydväst om tätorten, Grimsås by.

## Historia
Grimsås har vuxit upp som ett stationssamhälle vid järnvägen Borås–Alvesta (öppnad 1902, idag Kust till kust-banan). 

### Befolkningsutveckling
| Befolkningsutvecklingen i Grimsås 1960–2020 | Befolkningsutvecklingen i Grimsås 1960–2020 | Befolkningsutvecklingen i Grimsås 1960–2020 | Befolkningsutvecklingen i Grimsås 1960–2020 | Befolkningsutvecklingen i Grimsås 1960–2020 |
| ------------------------------------------- | ------------------------------------------- | ------------------------------------------- | ------------------------------------------- | ------------------------------------------- |
|                                             |                                             |                                             |                                             |                                             |
| År                                          |                                             |                                             | Folkmängd                                   | Areal (ha)                                  |
| 1960                                        | 1960                                        |                                             | 321                                         |                                             |
| 1965                                        | 1965                                        |                                             | 503                                         |                                             |
| 1970                                        | 1970                                        |                                             | 795                                         |                                             |
| 1975                                        | 1975                                        |                                             | 937                                         |                                             |
| 1980                                        | 1980                                        |                                             | 947                                         |                                             |
| 1990                                        | 1990                                        |                                             | 835                                         | 89                                          |
| 1995                                        | 1995                                        |                                             | 793                                         | 89                                          |
| 2000                                        | 2000                                        |                                             | 788                                         | 89                                          |
| 2005                                        | 2005                                        |                                             | 749                                         | 89                                          |
| 2010                                        | 2010                                        |                                             | 721                                         | 88                                          |
| 2015                                        | 2015                                        |                                             | 694                                         | 112                                         |
| 2020                                        | 2020                                        |                                             | 723                                         | 117                                         |
|                                             |                                             |                                             |                                             |                                             |

## Samhället
I ortens centrum ligger Grimsås kyrka från 1970, kombinerad med församlingslokaler.
I samhället finns även bilverkstad och frisersalonger. På sommaren finns utomhusbad och året runt finns IKO Fritid.

## Samhällsservice
- Livfs- Obemannad dagligvarubutik[5]
- Gym
- Qstar-Drivmedelsmack
- Postnord-Paketbox
- Salong Vågen- Frisör[6]
- Salong Hair- "Allt inom hårvård"[6]
- Dick´s Herrfrisering- Frisör för män
- Skinngarveri
- Fredrikssons Strumpfabrik- Tillverkning och fabriksförsäljning av strumpor för arbete, fritid och sport.[6]
- Matt-Seppo- Tillverkning och försäljning av vävmaterial[6]

## Näringsliv
I Grimsås finns kommunens största företag, Nexans Sweden, tidigare IKO Kabelverk, som tillverkar kablar. 

## Kända personer från Grimsås
- Mikael Riesebeck

## Idrott
I Grimsås finns fotbollsklubben Grimsås IF (GIF). GIF har under sin storhetstid mött lag som IFK Göteborg och GAIS. Man hade sin storhetstid år 1965 då man kvalade till Allsvenskan. Torsson besjöng Grimsås i sin låt Det spelades bättre boll där GIF får med sig två poäng hem.